# Ґльонди (Острудський повіт)
Ґльонди (пол. Glądy, нім. Glendy) — село в Польщі, у гміні Ґрунвальд Острудського повіту Вармінсько-Мазурського воєводства.
Населення — 105 осіб (2011).

## Демографія
Демографічна структура станом на 31 березня 2011 року:
|          | Загалом | Допрацездатний вік | Працездатний вік | Постпрацездатний вік |
| -------- | ------- | ------------------ | ---------------- | -------------------- |
| Чоловіки | 59      | 13                 | 41               | 5                    |
| Жінки    | 46      | 7                  | 29               | 10                   |
| Разом    | 105     | 20                 | 70               | 15                   |